# Phlepsopsius arabicus
Phlepsopsius arabicus är en insektsart som beskrevs av Dlabola 1979. Phlepsopsius arabicus ingår i släktet Phlepsopsius och familjen dvärgstritar. Inga underarter finns listade i Catalogue of Life.